# Creed, England
Creed är en by i civil parish Grampound with Creed, i distriktet Cornwall, i grevskapet Cornwall i England. Byn är belägen 11 km från Truro. Creed var en civil parish fram till 1983 när blev den en del av Grampound with Creed och St. Mewan. Civil parish hade 203 invånare år 1961.